# Pentheusmozaïek

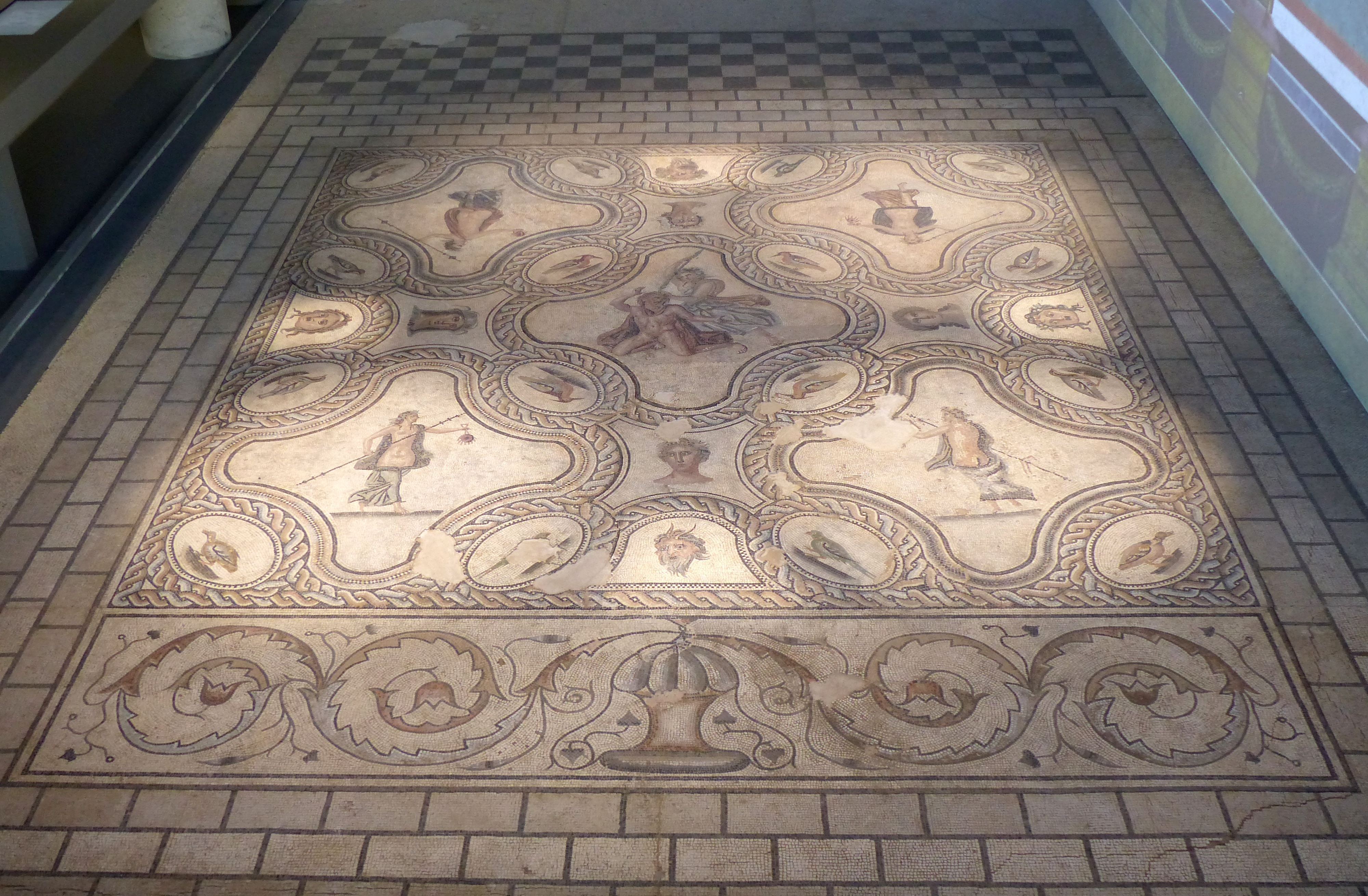
Pentheusmozaïek in Nîmes

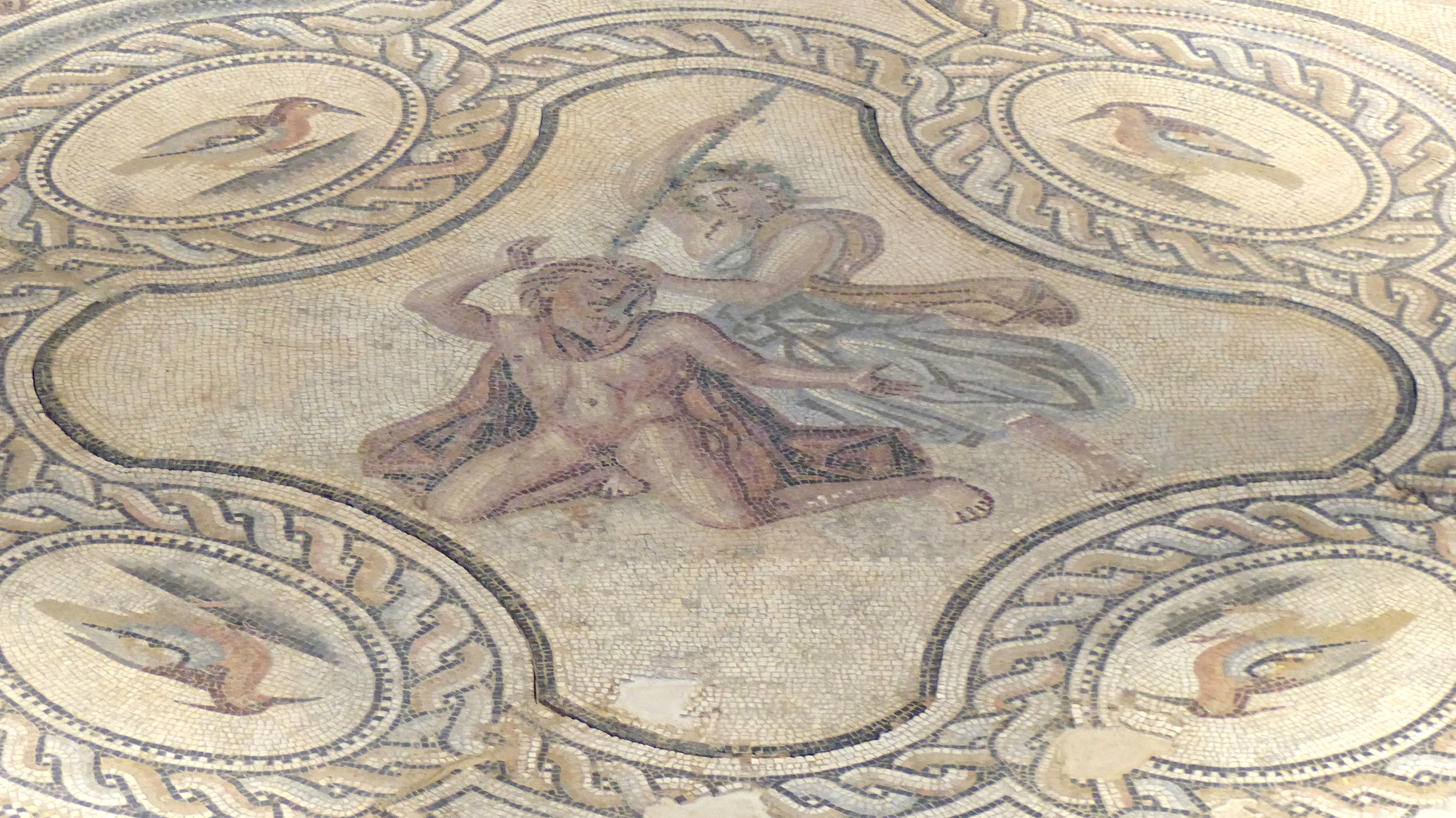
Centraal: Pentheus vermoord door zijn moeder

Het Pentheusmozaïek (2e eeuw) is een Romeins mozaïek dat zich bevindt in het Musée de la Romanité, in de Zuid-Franse stad Nîmes. Het stelt de moord op Pentheus, koning van Thebe, voor. Dit is een verhaallijn in de legende over Dionysus, een god uit de Griekse mythologie. Het mozaïek heeft een oppervlakte van 35 m2 en is intact bewaard gebleven.

## Historiek
In Nîmes, in het Latijn Nemausus, liet een eigenaar van een villa dit mozaïek aanleggen tijdens de 2e eeuw. Archeologen schatten de oppervlakte van de hele villa op 950 m2, wat het tot een van de grootste villa’s in de stad maakt. Het was gelegen op wat vandaag de Avenue Jaurès is. Aan het eind van de 2e eeuw liet de eigenaar delen van het mozaïek restaureren. Dit is te zien aan andere pigmentstoffen op de tegeltjes. In de loop van de 3e eeuw werd de villa verlaten.
In het jaar 2006 werden graafwerken uitgevoerd in de Avenue Jaurès, om een ondergrondse parkeergarage aan te leggen. De aannemer stootte op de fundamenten van de villa. Het Pentheusmozaïek werd opengelegd (2006-2007); het lag twee meter onder de begane grond. Vervolgens werd het gerestaureerd. Het bevindt zich in het Musée de la Romanité, dat in 2018 haar deuren opende.

## Verhaallijn
De god Dionysus was razend op zijn neef, Pentheus, de koning van Thebe. Pentheus weigerde de cultus van Dionysus in te voeren in zijn stadstaat. Hierop bracht Dionysus zijn tante en Pentheus’ moeder, Agave in een roes. Ook anderen geraakten in een roes; deze worden Bacchanten of Maenaden genoemd. Agave meende dat Pentheus een wild dier was en doodde hem in een vlaag van agressie. Zo nam Dionysus wraak op zijn neef.

## Compositie
Centraal staat Agave die Pentheus neersteekt met een speer. Tussen de benen van Pentheus stroomt bloed op de grond.
In de vier hoeken van het mozaïek staat een Bacchant. De Bacchanten zijn naakt en dragen enkel een sluier. Elk draagt een muziekinstrument.
Tussen de Bacchanten staat een buste, vier in totaal, die een van de vier seizoenen voorstelt. De Lente draagt een krans van planten. De Zomer draagt een krans van graan. De Herfst draagt een bladerenkrans van wijnstronken; dit stuk is duidelijk gerestaureerd in de Romeinse tijd. De Winter draagt een warm hoofddeksel.
In het midden van elke buitenlijn staat een masker. Twee maskers waren bestemd voor een tragedie; de twee andere voor een komedie.
Tussen al deze figuren slingert zich een dik touw. Het touw maakt zestien keer een rondje zodat er zestien ovalen ontstaan. In elke ovaal staat een vogel. In totaal gaat het om vier vogelsoorten voorgesteld in twee koppels, samen zestien. De vier vogelsoorten zijn eend, patrijs, parkiet en hop. De vogels zijn zo verspreid dat elke Bacchant de vier vogelsoorten rondom zich staan heeft. De meetkundige parameters van de ovalen en de krullingen van het touw zijn van een verbluffende symmetrie.